# Le Roi des ronces
Le Roi des ronces (いばらの王, Ibara no Ō) est un manga écrit et dessiné par Yūji Iwahara. Il a été prépublié entre octobre 2002 et octobre 2005 dans le magazine Monthly Comic Beam de l'éditeur Enterbrain et a été compilé en un total de six volumes. La version française est publiée en intégralité par Soleil.
Une adaptation en film d'animation japonais produite par le studio Sunrise et réalisée par Kazuyoshi Katayama est sortie en 2010.

## Synopsis
Dans un futur proche apparaît une maladie redoutable. Elle infecte les cellules humaines et transforme les individus en une matière solide comme la pierre. Le virus responsable est appelé "Médusa", en référence à la gorgone Méduse, une créature de la mythologie grecque dont le regard transformait les humains en pierre. Il n'existe aucun remède contre cette maladie.
Une compagnie privée, nommée Véga, propose une solution : placer les malades en état de sommeil cryogénique le temps que la médecine ait suffisamment progressé pour trouver un remède. Les places étant limitées, seules 160 personnes seront choisies dans le monde, par le biais d'une loterie.
Kasumi et Shizuku sont jumelles et ont toutes deux Médusa. Elles ont participé à cette loterie mais seule Kasumi a été tirée au sort. Elles se rendent pourtant ensemble au lieu de cryogénisation et ont une conversation avant le départ de Shizuku.
Lorsque Kasumi et les 159 autres patients se réveillent, ils voient le sol envahi de ronces géantes. Selon les ordinateurs, ils n'ont pourtant sommeillé que deux jours. Comment une telle végétation a-t-elle pu se développer si rapidement?

## Personnages
Kasumi Ishiki (カスミ)
Marco Owen (マルコ・オーエン)
Katherine Turner (キャサリン)
Peter Stevens (ピーター・スティーブンス)

## Manga

### Fiche technique
- Édition japonaise : Enterbrain
  - Nombre de volumes sortis : 6 (terminé)
  - Date de première publication : mars 2003
  - Prépublication : Monthly Comic Beam, octobre 2002
- Édition française : Soleil
  - Nombre de volumes sortis : 6 (terminé)
  - Date de première publication : septembre 2007
  - Format : 128 mm x 182 mm
  - Environ 200 pages par volume

### Liste des volumes
| no | Japonais          | Japonais      | Français          | Français      |
| no | Date de sortie    | ISBN          | Date de sortie    | ISBN          |
| --- | ----------------- | ------------- | ----------------- | ------------- |
| 1 | 25 avril 2003     | 4-7577-1380-0 | 26 septembre 2007 | 9782849469262 |
| Liste des chapitres : - 01. "The Chosen Ones" - 02. "The People Trapped by Thorns" - 03. "That Day" - 04. "Face the Future" - 05. "The Thorn Girl" - Postscript |                   |               |                   |               |
| 2 | 25 septembre 2003 | 4-7577-1585-4 | 28 novembre 2007  | 9782302002524 |
| Liste des chapitres : - 06. "Beyond the Dark Water" - 07. "One Down" - 08. "A Step to the Truth" - 09. "Level 4" - 10. "The Beat of Battle" - 11. "The Crown of Crosses and Thorns" - Postscript |                   |               |                   |               |
| 3 | 25 février 2004   | 4-7577-1770-9 | 26 janvier 2008   | 9782302002395 |
| Liste des chapitres : - 12. "The Ends of the World" - 13. "Deep Rift" - 14. "Dangerous Place" - 15. "What Really Happened That Day" - 16. "The Secrets of the Water" - 17. "The Rules of Trust" - Postscript |                   |               |                   |               |
| 4 | 25 septembre 2004 | 4-7577-1987-6 | 5 mars 2008       | 9782302001404 |
| Extra : Au Japon, le tome 4 (ISBN 4-7577-1988-4) est sorti en édition limitée contenant une figurine de Kasumi.Liste des chapitres : - 18. "The Truth Behind Medusa - 19. "Freefall" - 20. "Marco's Enemy" - 21. "The Bird to the Cage, Part 1" - 22. "The Bird to the Cage, Part 2" - 23. "The Bird to the Cage, Part 3" - 24. "Open Wound" - Postscript |                   |               |                   |               |
| 5 | 30 mai 2005       | 4-7577-2303-2 | 28 mai 2008       | 9782302000797 |
| Liste des chapitres : - 25. "Loss" - 26. "A Part of the Heart" - 27. "Reunion with the Nemesis" - 28. "Alice's World" - 29. "Weakness and Reality" - 30. "Shizuku's Existence" - 31. "Conceit" - Postscript |                   |               |                   |               |
| 6 | 24 octobre 2005   | 4-7577-2478-0 | 9 juillet 2008    | 9782302000254 |
| Liste des chapitres : - 32. "Marco's Death" - 33. "Reunion" - 34. "Resurrection" - 35. "The Final Fight" - 36. "Deep Throat" - Final. "Beyond the Emotions" - Bonus. "Now What?" |                   |               |                   |               |

## Film d'animation
L'adaptation en film d'animation a été annoncée en juin 2009. Celui-ci est réalisé et scénarisé par Kazuyoshi Katayama au sein du studio Sunrise,. Il a été diffusé en avant-première au festival international du film de Catalogne le 9 octobre 2009, et est sorti au Japon le 1er mai 2010. Dans les pays francophones, le film est publié en DVD et Blu-ray par Kazé.